# شهرستان خاچماز
خاچماز (به لاتین: Xaçmaz) نام بخشی است در شمال شرقی جمهوری آذربایجان که با داغستان روسیه هم مرز است و در کرانهٔ غربی دریای کاسپین واقع شده‌است. این بخش ۱۰۶۳ کیلومتر مربع وسعت و جمعیتی بالغ بر ۱۵۰٬۸۰۰ نفر دارد.

## نیروگاه
نیروگاه ۸۷ مگاواتی خاچماز بزرگترین واحد انرژی در مناطق شمالی جمهوری آذربایجان است.
نیروگاه تولید برق شهرستان خاچماز در ۱۶۰ کیلومتری شمال شهر باکو قرار دارد.

## منطقه سیدلی و نابران
بزرگترین و معروفترین گردشگاه‌های جمهوری در این منطقه واقع شده است که معروفترین آنها پالما و آتلانت می‌باشند.